# Gizo Dzjeladze
Gizo Dzjeladze (Georgisch: გიზო ჯელაძე) (Soechoemi, 17 mei 1975) is een voormalig Georgisch profvoetballer. Hij begon zijn carrière in 1990 bij Gorda Soechoemi. Dzjeladze heeft in zijn hele carrière 21 keer gescoord.
Zijn oudere broer Zviad Dzjeladze was ook voetballer.